# سرلک (الیگودرز)
سرلک، روستایی از توابع بخش زز و ماهرو شهرستان الیگودرز در استان لرستان ایران است.مردم این روستا در قدیم از طایفه سرلک بودند اما امروزه مردم این روستا از طایفه های حاجیوند و عبدالوند هستند

## جمعیت
این روستا در دهستان زز شرقی قرار دارد و براساس سرشماری مرکز آمار ایران در سال ۱۳۸۵، جمعیت آن ۱۱۱ نفر (۲۲خانوار) بوده‌است.